# Bellevue de l’Inini
Der Bellevue de l’Inini ist ein 831 m (nach anderen Angaben 851 m) hoher Berg in Französisch-Guyana. Er ist damit der höchste Berg in dem Übersee-Département.